# Camille Selden
Camille Selden, pseudonyme d’Elise Krinitz, née à Belgern le 22 mars 1825 et morte à Orsay le 7 août 1896, est une femme de lettres prussienne.

## Biographie
Née en Prusse, dans une famille modeste, elle est adoptée par les Krinitz, puis, enfant, vient vivre en France. Elle a publié divers romans et des études littéraires et musicales. Elle a signé des articles dans diverses revues dont La Vie parisienne sous le nom de plume de Smock.
Elle est surtout connue pour avoir été la secrétaire, la lectrice et l'amie d'Henri Heine, qui la surnomme la « Mouche ». Elle publiera bien des années après la mort d'Henri Heine le récit de leur amitié et des derniers jours de cet écrivain.  Elle fut aussi une proche d'Hippolyte Taine.

## Œuvres
- Daniel Vlady, histoire d’un musicien, 1862
- L'Esprit des femmes de notre temps, 1865
- La Musique en Allemagne : Mendelssohn, 1867
- L'Esprit moderne en Allemagne, 1869
- Daniel Stern : sa vie et ses œuvres
- Portraits de femmes, 1877
- En route, 1881
- Les Derniers jours de Henri Heine, 1884

Traductions
- Max Reichard, Souvenirs d’un aumônier protestant au camp français devant Sébastopol, 1869
- Goethe, Les Affinités électives de Goethe, 1872